# Bataille de Tampere
Guerre civile finlandaise

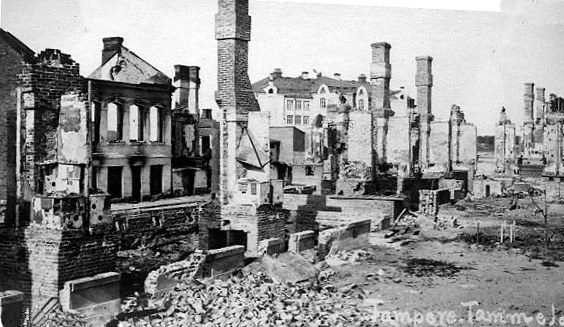
Le quartier de Tammela après la bataille

La bataille de Tampere est livrée du 8 mars au 6 avril 1918 pendant la Guerre civile finlandaise.
À la tête d'une armée de Gardes blancs renforcée par un millier de volontaires suédois, le général Carl Gustaf Emil Mannerheim défait de manière décisive les Gardes rouges commandés par Hugo Salmela (en) et s'empare de la ville de Tampere.